# アンブレラ (曲)
「アンブレラ」 (Umbrella) は、バルバドス出身の歌手リアーナの楽曲。

## 背景
テリウス・"ザ・ドリーム"・ナッシュによるプロデュースの元、トリッキー・スチュワート、クール・ハレルが制作に携わり、ジェイ・Zは客演としても参加した。
作曲者がこの曲を売り込みに来たときリアーナは非常に興味を持ったが、彼女以外にブリトニー・スピアーズやメアリー・J. ブライジ、エイコンといった歌手がこの曲に興味を示している事を知り、リアーナはほとんど諦めていたという。しかしデモ曲を聴き続けるうちにどうしても欲しくなり、曲を手に入れる為には争いを辞さない覚悟で、作者に対面した時に「『アンブレラ』をくれないなら、喧嘩になるわよ」と宣戦布告までしたのだという。
一方である関係者によると、音楽プロデューサーのトリッキー・スチュワートがブリトニー・スピアーズのためにこの曲を提供したが、ブリトニー側から何の反応も無かったためリアーナの手に渡ったとされている。
また、元々はメアリー・J. ブライジが歌う予定だったが、メアリーがグラミー賞などで多忙を極めていたためになかなかトリッキー側と連絡がスムーズにいかず、結局はリアーナが「アンブレラ」を手に入れることになったという話もある。

## 反響・評価
アメリカ合衆国の総合シングルチャートBillboard Hot 100では7週連続の1位、カナダでは4週連続の1位、オーストラリアでは6週連続1位、アイルランドでは8週連続1位、ニュージーランドでは6週連続1位、イギリスでは10週連続で1位を記録している。Entertainment Weeklyマガジンが2007年に発表したTen Best Singles of 2007では、第1位に、同様にローリングストーン誌の発表した100 Best Songs of 2007では第3位に、ブレンダー誌にはSong of the Yearに選出されている。2008年には、この楽曲「アンブレラ」は第50回グラミー賞でBest Rap/Sung Collaboration賞を受賞、更にRecord of the Year賞、Song of the Year賞の2部門にもノミネートされた。
批評家からも好意的に評価されており、オールミュージックのAndy Kellmanは、「アンブレラ」は今日までのリアーナのキャリアのなかで最も良い楽曲であると評価している 。
2021年、ローリング・ストーンの選ぶオールタイム・グレイテスト・ソング500の改訂において、332位にランクされている。

## リミックス
- アンブレラ (Radio Edit No Rap)
- アンブレラ (Instrumental)
- アンブレラ (Seamus Haji & Paul Emannuel Radio Edit)
- アンブレラ (Seamus Haji & Paul Emannuel Club Mix)
- アンブレラ (Jody Den Broeder Destructive Radio Mix)
- アンブレラ (Jody Den Broeder Destructive Club Mix)
- アンブレラ (Jody Den Broeder Lush Radio Mix)
- アンブレラ (Jody Den Broeder Lush Club Mix)
- アンブレラ (The Lindbergh Palace Club Mix)
- アンブレラ (The Lindbergh Palace Dub Mix)
- アンブレラ (The Lindbergh Palace Radio Mix)
- アンブレラ (Remix) リル・ママを客演に迎えている
- シンデレラ/アンブレラ (Remix) クリス・ブラウンを客演に迎えている
- アンブレラ (Reggaeton Remix) El Tioを客演に迎えている
- アンブレラ (Dancehall Remix) エレファント・マンを客演に迎えている
- アンブレラ (Rock Remix)

## チャート
| チャート（2007年）               | 最高順位 |
| -------------------------------- | -------- |
| アメリカ（Billboard Hot 100）    | 1        |
| イギリス（全英シングルチャート） | 1        |

## カヴァー
イギリスではマニック・ストリート・プリーチャーズ及びマクフライ、スウェーデンではLillasyster、イタリアではVanilla Sky、アメリカ合衆国ではAll Time Lowとロックヴァージョンでカバーされた。2007年にアメリカ人歌手マリエ・ディグビーがMTV・アンプラグドでカバー。ドイツではThe baseballsがカバー。

## 参考資料
- グロウイング・ペインズ (ライナーノーツ). メアリー・J. ブライジ. ユニバーサル・ミュージック株式会社. 2007. UICF-1093.{{cite AV media notes}}:  CS1メンテナンス: cite AV media (notes) のothers (カテゴリ)